# The Abstract Truth
The Abstract Truth ist ein Musikalbum von Rodrigo Amado, Kent Kessler und Paal Nilssen-Love. Die am 14. Juli 2008 in den Estúdios Valentim de Carvalho in Lissabon entstandenen Aufnahmen erschienen 2009 auf Amados Label European Echoes.

## Hintergrund
Nachdem der portugiesische Saxophonist Rodrigo Amado einer der Mitbegründer des Lissabonner Labels Clean Feed Records gewesen war, gründete er sein eigenes Label European Echoes, das er von 2006 bis 2009 betrieb. Die erste Veröffentlichung des Labels, Teatro aus dem Jahr 2006, war ein Livealbum mit dem Bassisten Kent Kessler und dem Schlagzeuger Paal Nilssen-Love, und gleichzeitig Amados erste Aufnahme, auf der er eines seiner bevorzugten Bandformate präsentierte: das klassische Saxophon-Bass-Schlagzeug-Trio. Dabei wechselte er auch vom Alt- zum Tenorsaxophon, dem Instrument, dem er sich später ganz widmen sollte. Im Sommer 2008 nahm das Trio die Zusammenarbeit wieder auf, diesmal im Studio.

## Titelliste
- Rodrigo Amado, Kent Kessler & Paal Nilssen-Love: The Abstract Truth (European Echoes 003)[1]

1. Intro / The Red Tower 4:42
2. Clouds and Shadows 4:38
3. Human Condition 5:14
4. The Kiss 9:50
5. Universe Unmasked 7:14
6. A Dream Transformed 7:10
7. The Enchanted Room 6:45
8. Enigma of the Arrival 7:04

Die Kompositionen stammen von Rodrigo Amado, Kent Kessler & Paal Nilssen-Love.

## Rezeption

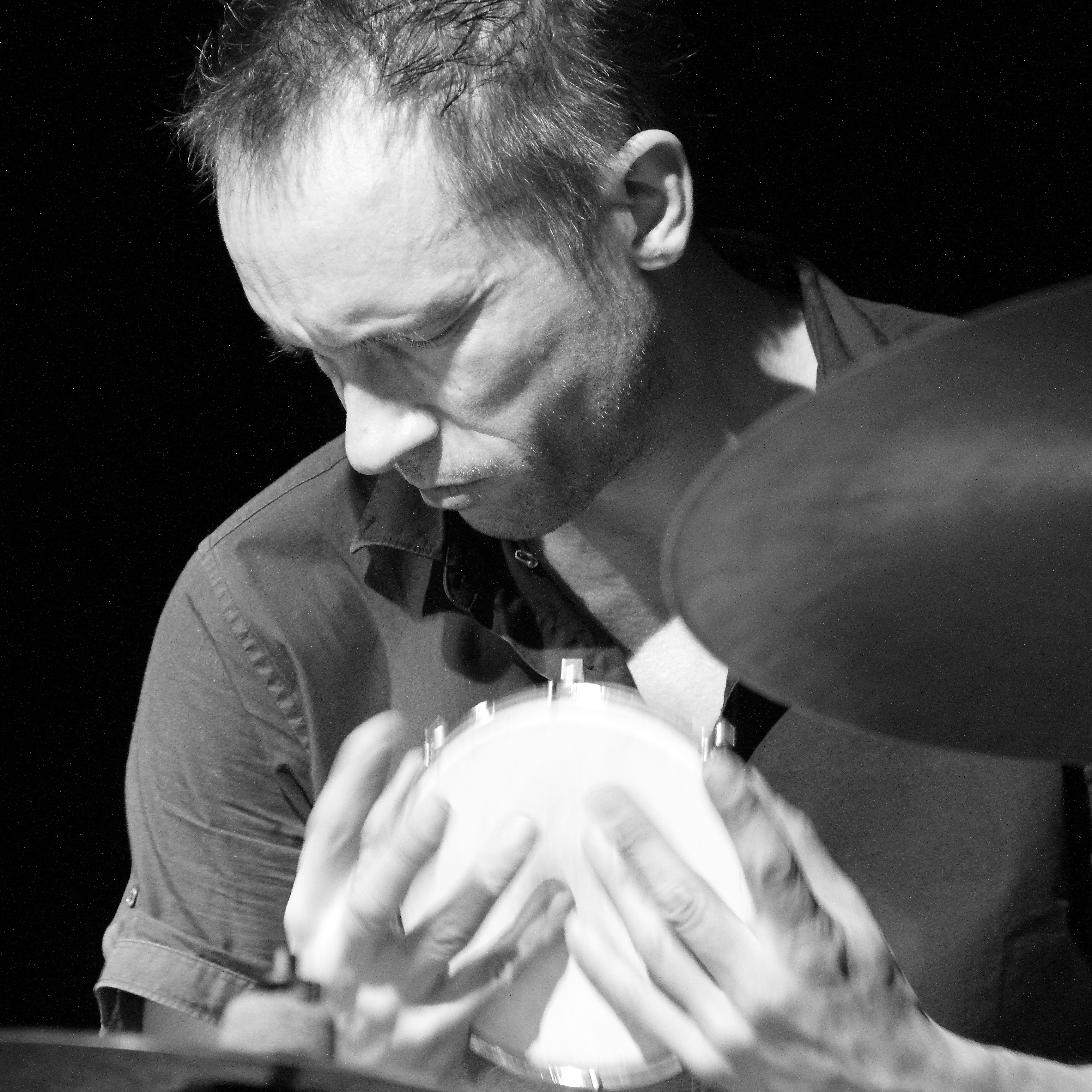
Paal Nilssen-Love (2017)

Das Album The Abstract Truth sei ein weiteres hochkonzentriertes Werk spontaner Komposition, das sich allerdings ganz den Parametern des Jazz verpflichtet fühle, meinte João Esteves da Silva (Daily Bandcamp). Anders als die ausgedehnteren Erkundungen, die Amados spätere Aufnahmen charakterisieren sollten, seien die Stücke hier im Allgemeinen kürzer und würden von kraftvollen Grooves bis zu lyrischen Balladen reichen. Insbesondere sei ein starkes Gefühl von Vorwärtsdrang zu spüren, aber auch eine gewisse Kammermusik-Atmosphäre. Der Titel spiele auf die radikale Ehrlichkeit an, die der Prozess der spontanen Komposition (oder „totalen Improvisation“) erfordere – und dieses Album selbst sei ein radikal ehrliches Dokument, das offenlege, wer diese drei Musiker zum Zeitpunkt seiner Entstehung waren.
Während das vorherige Album Teatro breit gefächert, barbarisch und von langen Stücken geprägt wäre, sei die Musik hier prägnanter, wertete Mark Corroto in seiner Besprechung des Albums in All About Jazz. „Intro/The Red Tower“, mit dem das Album beginnt, sei ein Mix aus Subtilität und Explosivität. Amados Tenorsaxophon würde den stets brodelnden Schlagzeuger mit langsamen und bedächtigen Melodien unter Kontrolle halten. Die Spannung in jeder Komposition mache den Reiz aus. Alle drei hätten ein Gespür für die Musik und schaffen so die Grundlage für die Musikalität dieser improvisierten Stücke. An anderer Stelle präsentiere das Trio das balladeske „A Dream Transformed“ und das verträumte „Enigma of the Arrival“, ein karges Meditationsstück. Dies sei noch mehr betörende und fesselnde Musik.